# Božidar Alić
Pour les articles homonymes, voir Alić.
Božidar Alić, né le 24 décembre 1954 à Zagreb (République socialiste de Croatie, RFS de Yougoslavie) et mort le 3 mars 2020 à Zagreb (Croatie), est un acteur croate.

## Filmographie sélective
- 1977 : Akcija Stadion
- 1979 : Živi bili pa vidjeli
- 1999 : Četverored
- 2004 : Duga mračna noć
- 2012 : Martin i banda puževa